# Valdaj-hátság
A Valdaj-hátság (néha egyszerűen Valdaj, oroszul Валдайская возвышенность [Valdajszkaja vozvisennoszty]) a Kelet-európai-síkság északnyugati kiemelkedő területe. Mintegy 600 kilométer hosszan a Leningrádi, Novgorodi, Tveri, Pszkovi, és Szmolenszki területeken helyezkedik el. Tengerszint feletti magassága 150 és 250 méter között váltakozik, és a legmagasabb pontja is mindössze 347 méterrel van a tengerszint felett. A Valdajban ered Európa több nagy folyója: a Volga, a Dnyeper, a Daugava és még sok más. Az alapvetően mocsaras területen sok tó is található (Szeliger, Peno, Vszelug, Volgo).
Természeti szépségei miatt kedvelt turistacélpont.